# Oriònids
Els oriònids són una pluja de meteors associada amb el cometa de Halley. Reben aquest nom per presentar el radiant a la constel·lació d'Orió. La pluja té una durada d'una setmana i té lloc a finals d'octubre. Puntualment els meteors presenten taxes horàries zenitals d'entre 50 i 70 meteors per hora.
Segons algunes fonts, els oriònids es consideren una de les pluges més boniques, amb meteors coneguts per la seva brillantor i velocitat (66 km/s). Els meteors poden deixar estel·les brillants que poden arribar a durar uns minuts. Els meteors també poden arribar a convertir-se en boles de foc. La pluja és observable tant des de l'hemisferi nord com el sud, normalment en les hores següents a la mitjanit.